# Dachi Su
Dachi Su är en by i distriktet Sokuluk i provinsen Tjüi i Kirgizistan. Dachi Su ligger bara några hundra meter väst om landningsbanan 08 på Manas internationella flygplats, strax norr om byarna Manas och Uchkun. Totalt finns det cirka 230 hushåll i Dachi Su.

## Flygolycka
Den 16 januari 2017 havererade en Boeing 747-400 i byn, Turkish Airlines Flight 6491, en fraktflygning som egentligen utfördes av ett annat flygbolag, ACT Airlines, men på uppdrag av Turkish Airlines fraktsektion. Planet försökte landa på den motsvarande landningsbanan, bana 26, men flög för långt och utan att se marken innan det var för sent havererade under en go-around manöver. 35 personer på marken, invånare i byn, avled som resultat av olyckan, tillsammans med 4 personer i flygplanets besättning. Enligt den slutgiltiga rapporten från Oberoende staters samväldes haverikommision (MAK), berodde olyckan i stort sett enbart på pilotfel. Planets frakt bestod bland annat av stora mängder tändare och cigaretter från diverse olika märken.